# Arce-Nunatak
Der Arce-Nunatak (spanisch Nunatak Arce) ist ein Nunatak an der Oskar-II.-Küste des Grahamlands auf der Antarktischen Halbinsel. Er ragt auf der Jason-Halbinsel auf.
Argentinische Wissenschaftler nahmen bei einer zwischen 1989 und 1990 durchgeführten Expedition Vermessungen vor. Sie benannten den Nunatak nach Manuel Arce, Besatzungsmitglied auf der Korvette Uruguay zur Unterstützung der Vierten Französischen Antarktisexpedition (1903–1905) unter der Leitung des Polarforschers Jean-Baptiste Charcot.